# 1932 في كندا
فيما يلي قوائم الأحداث التي وقعت خلال عام 1932 في كندا.

## سياسة

### تعيين في المنصب
- 1 يناير – هربرت الكسندر بروس Lieutenant Governor of Ontario [الإنجليزية]‏.

## مواليد

### يناير
- 1 يناير – إدوارد زوبر فنان كندي.
- 1 يناير – جون إي. إرفينغ رجل أعمال كندي.
- 1 يناير – نوبو كوبوتا فنان كندي.
- 2 يناير – غوردون ديكسون
- 4 يناير – جون إيمري لاعب زلاجة جماعية كندي.
- 4 يناير – جيمي أرنولد مغني كندي.
- 11 يناير – راي روس لاعب هوكي جليد كندي.
- 17 يناير – ويس غراهام
- 18 يناير – فيرنر شميت سياسي كندي.

### فبراير
- 12 فبراير – موريس فيليون مدير فني كندي.
- 15 فبراير – دوغلاس كينسلا عالم مناعة كندي.
- 20 فبراير – جيم ميلر
- 24 فبراير – جون فيرنون ممثل كندي.

### مارس
- 1 مارس – مايك بوكانان لاعب هوكي جليد كندي.
- 2 مارس – جاك أوستين سياسي كندي.
- 3 مارس – فرد ستوري لاعب كرلنغ كندي.
- 5 مارس – دالي أندرسون لاعب هوكي جليد كندي.
- 8 مارس – دونالد بيتمان مخترع كندي.
- 8 مارس – لويد باربر سياسي كندي.
- 11 مارس – كين بلاك سياسي كندي.
- 12 مارس – بوب هوبريغس لاعب كرة سلة كندي.
- 12 مارس – كال ميرفي
- 15 مارس – ريتا جو كاتبة كندية.
- 16 مارس – هربرت ماركس سياسي كندي.
- 22 مارس – أنطوان بوشارد
- 22 مارس – باد بيرد سياسي كندي.
- 22 مارس – ديف لوكاس لاعب هوكي جليد كندي.
- 22 مارس – سيدني كرايغ رائد أعمال أمريكي.
- 23 مارس – دون مارشال لاعب هوكي جليد كندي.
- 24 مارس – ستيفن باتريك سياسي كندي.

### أبريل
- 2 أبريل – ميك نيومان لاعب كرة قدم كندي.
- 3 أبريل – جان كلود كوربيل
- 8 أبريل – ريتشارد دروين محامي كندي.
- 12 أبريل – ديك فولر سياسي كندي.
- 14 أبريل – بيل بينيت سياسي كندي.
- 15 أبريل – جاك بوليو فيزيائي كندي.
- 17 أبريل – دوروثي كوزاك
- 17 أبريل – مايك بورغس لاعب كرة قدم إنجليزي.

### مايو
- 4 مايو – روي ويلسون سياسي كندي.
- 5 مايو – جاك هوكينز سياسي كندي.
- 8 مايو – كينيث س. سميث مهندس كندي.
- 14 مايو – أوتو لانغ سياسي كندي.
- 15 مايو – ميل واتكينز اقتصادي كندي.
- 17 مايو – بيلي ريد ليونز
- 19 مايو – بول إردمان كاتب أمريكي.
- 19 مايو – كلود بلانشارد ممثل كندي.
- 20 مايو – جاك همفري كاتب سيناريو كندي.
- 27 مايو – جيم بارتليت لاعب هوكي جليد كندي.

### يونيو
- 2 يونيو – جون د. لوري مبتكر كندي.
- 2 يونيو – فرانك أرنت لاعب هوكي جليد كندي.
- 19 يونيو – رون ونايت سياسي كندي.

### يوليو
- 11 يوليو – جين قاي تالبوت لاعب هوكي جليد كندي.
- 11 يوليو – رون ستيوارت لاعب هوكي جليد كندي.
- 12 يوليو – رينيه غوليت مصارع محترف كندي.
- 13 يوليو – هوبير ريفيس
- 16 يوليو – جوليس هاردي طبيب كندي.
- 19 يوليو – أندريه لامي
- 22 يوليو – دوغ كايل منافِس أوليمبي من الولايات المتحدة الأمريكية.
- 29 يوليو – بيت كوناشر لاعب هوكي جليد كندي.

### أغسطس
- 2 أغسطس – ليو بويفن لاعب هوكي جليد كندي.
- 5 أغسطس – ريتشارد دوغرتي لاعب هوكي جليد من الولايات المتحدة الأمريكية.
- 13 أغسطس – غورد ويلسون لاعب هوكي جليد كندي.
- 16 أغسطس – توم موران
- 23 أغسطس – إيرل باتريك فريمان
- 27 أغسطس – روس ميلن سياسي كندي.
- 31 أغسطس – آن مريديث باري

### سبتمبر
- 3 سبتمبر – مارك بوالو لاعب هوكي جليد كندي.
- 10 سبتمبر – ديفيد غوثير فيلسوف كندي.
- 11 سبتمبر – بادي بوون لاعب هوكي جليد كندي.
- 17 سبتمبر – بيير دوفال مغني أوبرا كندي.
- 18 سبتمبر – بيل دينين
- 19 سبتمبر – روبرت هيو بيكرينغ سياسي كندي.
- 21 سبتمبر – مارتن فرايدلاند محامي كندي.
- 22 سبتمبر – دوغ تشيري سياسي كندي.
- 24 سبتمبر – دومينيك ميشيل ممثلة كندية.
- 25 سبتمبر – غلين غولد عازف بيانو كندي.
- 27 سبتمبر – كيفن كافناغ

### أكتوبر
- 3 أكتوبر – هيو أوستين كورتيس سياسي كندي.
- 10 أكتوبر – فرانسيس فوكس بايفن عالمة اجتماع أمريكية.
- 12 أكتوبر – جاكي ماكدونالد
- 13 أكتوبر – ويليام شو سياسي كندي.
- 16 أكتوبر – جيوفري بالارد
- 21 أكتوبر – موريسي جونسون سياسي كندي.
- 24 أكتوبر – روبرت ماندل
- 24 أكتوبر – رون فان هورن سياسي كندي.

### نوفمبر
- 1 نوفمبر – أل أربور
- 10 نوفمبر – بول بلاي
- 14 نوفمبر – روبرت جيبسون سياسي كندي.
- 23 نوفمبر – روث واتسون هندرسون
- 25 نوفمبر – بيل كلارك لاعب كرة قدم كندي.
- 27 نوفمبر – باري كلارك
- 27 نوفمبر – نورمان جونسون لاعب هوكي جليد كندي.

### ديسمبر
- 1 ديسمبر – جون ريتشاردسون مدرس من كندا.
- 8 ديسمبر – جون جوناس مهندس كندي.
- 20 ديسمبر – نيل أرمسترونغ لاعب هوكي جليد كندي.
- 24 ديسمبر – أوسكار كروغر سياسي كندي.
- 28 ديسمبر – هاري هويل لاعب هوكي جليد كندي.

## وفيات

### يناير
- 1 يناير – جاك بلاك (مواليد 1871) كاتب سير ذاتية من الولايات المتحدة الأمريكية.
- 4 يناير – ميريت جاي ريد (مواليد 1855) مهندس معماري أمريكي.
- 6 يناير – فوربس غودفري (مواليد 1867) سياسي كندي.

### مارس
- 26 مارس – توماس بويد كالدويل (مواليد 1856) سياسي كندي.

### أبريل
- 1 أبريل – ويلينغتون هاي (مواليد 1864) سياسي كندي.
- 14 أبريل – فرنسيس نيلسون (مواليد 1859)

### يوليو
- 1 يوليو – آرثر غيلبرت (مواليد 1879) سياسي كندي.
- 2 يوليو – تشارلز جوناس ثورنتون (مواليد 1850) سياسي كندي.
- 22 يوليو – ريجنالد فيسيندين (مواليد 1866)
- 23 يوليو – فرانك رانكين (مواليد 1891) لاعب هوكي جليد كندي.
- 27 يوليو – جوزفين كرويل (مواليد 1859) ممثلة كندية.

### أغسطس
- 9 أغسطس – جون تشارلز فيلدز (مواليد 1863) رياضياتي كندي.
- 18 أغسطس – جورج روشون (مواليد 1892) لاعب هوكي جليد كندي.

### سبتمبر
- 6 سبتمبر – جيلبرت باركر (مواليد 1862) روائي كندي.
- 26 سبتمبر – بيرسي غيروارد (مواليد 1867)

### أكتوبر
- 16 أكتوبر – جيمس روبنسون (مواليد 1852) سياسي كندي.
- 27 أكتوبر – كورنيليوس غالاغير (مواليد 1854) سياسي كندي.

### نوفمبر
- 29 نوفمبر – ريتشارد هاركورت (مواليد 1849) سياسي كندي.
- 29 نوفمبر – فرانك ديكسون (مواليد 1878) لاعب لاكروس كندي.

### ديسمبر
- 13 ديسمبر – جاك فليت (مواليد 1871) لاعب لاكروس كندي.
- 14 ديسمبر – جيمس هاميلتون روس (مواليد 1856) سياسي كندي.
- 16 ديسمبر – إيرل رودني (مواليد 1888)
- 27 ديسمبر – إرفينغ راندال تود (مواليد 1861) سياسي كندي.